# Мозинские ворота
Мо́зинские воро́та — памятник архитектуры. Расположены на автодороге 41К-010 (Красное Село — Гатчина — Павловск) у южного въезда в деревню Ивановка (Гатчинский район Ленинградской области). Выявленный объект культурного наследия.
Ворота, названные так по их близости к деревне Мозино, были построены к 1780-м годам на дороге, соединяющей Гатчину и Царское Село. Ворота и глубокий ров, уходивший в обе стороны от ворот, отмечали границу гатчинских владений Григория Орлова, перешедших в 1783 году Павлу Петровичу. На одном из ранних планов Гатчины — «Плане Большого Зверинца», относящемся к 1780-м годам, — ворота обозначены как въезд в великокняжеское поместье Павла Петровича.
Ворота были поставлены почти на том месте, где 23-го мая 1777 года Орлов встречал императрицу, ехавшую к нему из Царского Села с визитом. Авторство и дата постройки Мозинских ворот документально не установлены, но большинство источников называют вероятным автором проекта Антонио Ринальди.
Ворота сложены из природного камня — известняка (бутовая кладка), наружная облицовка выполнена из пудостского известняка. Мощные пилоны из 15 рядов рустов перекрыты массивной плитой. Средняя часть ворот несколько заглублена, и в нее врезана полуциркульная арка. Ворота лишены декоративных деталей, им присущи предельный лаконизм форм и монументальность.
При Павле I с одной и другой стороны ворот, над проездом, были помещены 2 выбитых из листовой меди орла. Их сняли в начале XIX века. В годы войны и немецкой оккупации ворота не пострадали.